# 艾捷尔·丽莲·伏尼契
艾捷尔·丽莲·伏尼契（1864年5月1日—1960年8月27日），婚前姓布尔（Boole），爱尔兰出生的英国小说家和音乐家、獨立事业的支持者。是卡玛的曾姨母。
她生于科克，在英格兰兰开夏长大，父亲是数学家乔治·布尔，母亲是女权主义哲学家瑪麗·埃佛勒斯——喬治·埃佛勒斯的侄女、20世纪早起刊物《Crank》的作者。1893年她与波蘭裔古物商人威尔弗里德·迈克尔·伏尼契结婚。

## 生平
她主要以小说《牛虻》知名，该书于1897年在美国和英国出版，讲述了一名意大利革命者的斗争。这部小说在苏联广受欢迎，在那儿成为畅销书和必读书，因为意识形态上可被利用；由于类似原因它在中国也很出名。伏尼契死时，《牛虻》售出了2500000本，1928年和1955年还被改编成电影。
据历史学者罗宾·布鲁斯·洛克哈特透露，悉尼·赖利——一个俄罗斯出生的冒险家和特务，受雇于英国秘密情报局，1895年在伦敦会见了艾捷尔·伏尼契。艾捷尔·伏尼契在维多利亚后期的文坛和俄罗斯流亡人士圈内都是重要人物。洛克哈特当时也在情报部门供职，他声称伏尼契与赖利曾有婚外情，还曾一起远渡意大利。期间赖利告诉伏尼契他在俄国的青年生活，后来《牛虻》中的主角亚瑟·伯顿即是以他为原型。不过赖利的传记作者安德鲁·库克不承认此说，认为赖利可能将伏尼契的亲流亡者激进活动告知了政治部。
苏联天文学家塔玛拉·米哈伊洛夫娜·斯米尔诺娃1970年发现的小行星2032（2032 Ethel）即以艾捷尔命名。